# Stojan Danew
Stojan Petrow Danew (bułg. Стоян Петров Данев; ur. 28 stycznia 1858 w Szumenie, zm. 30 lipca 1949 w Sofii) – bułgarski prawnik, polityk i dyplomata, przewodniczący Partii Postępowo-Liberalnej (1897–1920), deputowany do Zwyczajnego Zgromadzenia Narodowego 8. (1894–1896), 10. (1899–1900), 11. (1901), 12. (1902–1903), 13. (1903–1908), 14. (1908–1911), 15. (1911–1913), 16. (1913), 17. (1914–1919) i 18. kadencji (1919–1920) oraz Wielkiego Zgromadzenia Narodowego 5. kadencji (1911), Przewodniczący Wielkiego Zgromadzenia Narodowego (1911) oraz Zwyczajnego Zgromadzenia Narodowego (1911-1913), minister spraw zagranicznych i wyznań wiary (1901-1903 i 1913) oraz finansów (1918-1920), dwukrotnie premier Bułgarii (1902-1903 i 1913).

## Życiorys
Podstawowe wykształcenie zdobył w rodzinnym Szumenie, zaś średnie w 1878 w Pradze. W 1876 przyłączył się do czety Filipa Totiu i wziął udział w wojnie serbsko-tureckiej. Następnie na kilka lat wyjechał do Europy Zachodniej. Studiował prawo w Zurychu i w Lipsku, zaś w 1881 obronił pracę doktorską w Heidelbergu. Dwa lata później w Paryżu ukończył drugi kierunek studiów, nauki polityczne. Po powrocie do ojczyzny pracował jako urzędnik w Ministerstwie Finansów, zaś od 1884 był adwokatem w Sofii. Od 1884 należał do Bułgarskiego Towarzystwa Literackiego. W latach 1894–1899 jako docent wykładał prawo międzynarodowe w stołecznej Wyższej Uczelni (obecnie Uniwersytet Sofijski).
Karierę polityczną zapoczątkował wstępując do Partii Umiarkowano-Liberalnej, a następnie Partii Postępowo-Liberalnej, której od 1897 był przewodniczącym. Funkcję tę sprawował przez ponad 20 lat, do momentu połączenia się Partii Postępowo-Liberalnej z Partią Narodową. Od 1894 do 1920 niemal nieprzerwanie był deputowanym do parlamentu, nie wszedł tylko do Zgromadzenia Narodowego 9. kadencji (1896–1898). Dwukrotnie, w Wielkim Zgromadzeniu Narodowym 5. kadencji (1911) oraz Zwyczajnym Zgromadzeniu Narodowym 15. kadencji (1911–1913) piastował godność przewodniczącego obrad.
W marcu 1901 został ministrem spraw zagranicznych i wyznań wiary w koalicyjnym gabinecie Petka Karawełowa, zaś od 3 stycznia 1902 do 18 maja 1903 sam stał na czele trzech kolejnych, samodzielnych rządów Partii Postępowo-Liberalnej. W okresie sprawowania przez niego funkcji premiera Księstwo Bułgarii podpisało tajne porozumienie wojskowe z Rosją, gwarantujące mu pomoc w przypadku wybuchu konfliktu z Turcją.
W latach 1911–1913 jako Przewodniczący Zgromadzenia Narodowego wziął udział w kilku misjach dyplomatycznych. W 1912 był członkiem grupy negocjującej rozejm z Turcją w Çatalca, a w maju 1913 stał na czele bułgarskiej delegacji, która podpisała pokój kończący I wojnę bałkańską.
W przededniu wybuchu II wojny bałkańskiej, 14 czerwca 1913 ponownie stanął na czele rządu oraz Ministerstwa Spraw Zagranicznych i Wyznań Wiary. Obie funkcje sprawował tylko nieco ponad miesiąc, do 17 lipca.
W latach 1916–1934 powrócił do zawodu nauczyciela akademickiego. Wykładał historię dyplomacji w Wolnym Uniwersytecie w Sofii.
W 1918 po raz ostatni wszedł w skład Rady Ministrów, obejmując urząd ministra finansów w rządach Teodora Teodorowa i Aleksandyra Stambolijskiego. W 1922, wraz z innymi działaczami opozycji wobec rządu Bułgarskiego Ludowego Związku Chłopskiego, został aresztowany i wtrącony do więzienia. Na wolność wyszedł po zamachu stanu 9 czerwca 1923, po czym nie powrócił już do aktywnej polityki. Od 1924 do 1939 był przewodniczącym Bułgarskiego Czerwonego Krzyża, ponadto w 1931 został wiceprzewodniczącym Stałego Trybunału Arbitrażowego w Hadze.

## Życie prywatne
Stojan Danew był żonaty z Radą Burmową, córką Todora Burmowa, pierwszego premiera Bułgarii. Mieli trzech synów i jedną córkę.

## Funkcje sprawowane przez Danewa w Radzie Ministrów
Stojan Danew zajmował następujące stanowiska w rządach Bułgarii (w porządku chronologicznym):
- w czwartym rządzie Petka Karawełowa
  - minister spraw zagranicznych i wyznań wiary (4 marca 1901 – 3 stycznia 1902)
- w swoim pierwszym rządzie
  - premier (3 stycznia 1902 – 15 listopada 1902)
  - minister spraw zagranicznych i wyznań wiary (3 stycznia 1902 – 15 listopada 1902)
  - tymczasowo na czele Ministerstwa Oświaty Narodowej (8 lutego 1902 – 22 marca 1902)
- w swoim drugim rządzie
  - premier (15 listopada 1902 – 31 marca 1903)
  - minister spraw zagranicznych i wyznań wiary (15 listopada 1902 – 31 marca 1903)
- w swoim trzecim rządzie
  - premier (31 marca 1903 – 18 maja 1903)
  - minister spraw zagranicznych i wyznań wiary (31 marca 1903 – 18 maja 1903)
- w swoim czwartym rządzie
  - premier (14 czerwca 1913 – 17 lipca 1913)
  - minister spraw zagranicznych i wyznań wiary (14 czerwca 1913 – 17 lipca 1913)
- w pierwszym rządzie Teodora Teodorowa
  - minister finansów (28 listopada 1918 – 8 maja 1919)
- w drugim rządzie Teodora Teodorowa
  - minister finansów (8 maja 1919 – 6 października 1919)
- w rządzie Aleksandyra Stambolijskiego
  - minister finansów (6 października 1919 – 16 kwietnia 1920)